# Буломарка
Буломарка — річка в Україні, у Коростенському районі Житомирської області. Ліва притока Ірши (басейн Дніпра).

## Опис
Довжина річки приблизно 2,8 км.

## Розташування
Бере початок на південному заході від Десятини. Тече переважно на південний схід через Шершні і впадає у річку Іршу, ліву притоку Тетерева.